# Konatice
Konatice es un pueblo ubicado en el municipio de Obrenovac, en Belgrado, Serbia.

## Superficie
Posee una superficie de 14,64 kilómetros cuadrados.

## Demografía
Hasta 2022 la población era de 699 habitantes, con una densidad de población de 47,76 habitantes por kilómetro cuadrado.